# Longxi Lu
Longxi Lu (chiń. 龙溪路站站) – stacja początkowa metra w Szanghaju, na linii 10. Zlokalizowana jest pomiędzy stacjami Shuicheng Lu, Shanghai Dongwuyuan i Longbai Xincun. Została otwarta 10 kwietnia 2010.